# Cantón de Chazelles-sur-Lyon
El cantón de Chazelles-sur-Lyon era una división administrativa francesa, que estaba situada en el departamento de Loira y la región de Ródano-Alpes.

## Composición
El cantón estaba formado por diez comunas:
- Châtelus
- Chazelles-sur-Lyon
- Chevrières
- La Gimond
- Grammond
- Maringes
- Saint-Denis-sur-Coise
- Saint-Médard-en-Forez
- Viricelles
- Virigneux

## Supresión del cantón de Chazelles-sur-Lyon
En aplicación del Decreto n.º 2014-260 de 26 de febrero de 2014, el cantón de Chazelles-sur-Lyon fue suprimido el 22 de marzo de 2015 y sus 10 comunas pasaron a formar parte del nuevo cantón de Feurs.